# الإخوة (اختلال ضال)
«الإخوة» (بالإنجليزية: Hermanos)‏ هي الحلقة الثامنة للموسم الرابع من مسلسل إيه إم سي التلفزيوني الدرامي اختلال ضال. كتبها سام كاتلي وأخرجها يوهان رينك، تم بثها على إيه إم سي في 4 سبتمبر 2011.

## وصلات خارجية
- «الإخوة» على إيه إم سي (بالإنجليزية)
- «الإخوة» على قاعدة بيانات الأفلام على الإنترنت (بالإنجليزية)